# Eisenbahnunfall in Yunnan
Der Eisenbahnunfall in Yunnan war die Folge eines Luftangriffs am 1. Februar 1940. 85 Menschen kamen dabei ums Leben.

## Ausgangslage
Seit 1937 griff das Japanische Kaiserreich die Republik China im Japanisch-Chinesischen Krieg an. Die Japaner hatten große Teile der ostchinesischen Küste und, entlang großer Flüsse, des Hinterlands besetzt. Sie versuchten nach Süden zur französischen Kolonie Indochina vorzustoßen. Das Innere Chinas dagegen wurde von der nationalchinesischen Regierung gehalten. Für die Versorgung aus Übersee – auch hinsichtlich Waffen – war sie auf eine einzige leistungsfähige Bahnlinie beschränkt, die vom französischen Hafen Hải Phòng in Tonkin, Französisch-Indochina, ausging.
Die Bahnlinie war deshalb als strategische Anlage ab Sommer 1939 wiederholt Ziel von Luftangriffen der japanischen Luftwaffe.

## Unfallhergang
Am 1. Februar 1940 griffen die Japaner in zwei Angriffswellen mit 50 Bombern eine Brücke der Yunnan-Bahn bei km 235 (der chinesischen Kilometrierung) an, deren Stahlgitterfachwerk dabei zum Einsturz gebracht wurde. Dabei wurde auch ein Zug getroffen, der von Hải Phòng nach Kunming unterwegs war und die Brücke in diesem Moment befuhr. Der Angriff der zweiten, entscheidenden Bomberwelle wurde von 27 Flugzeugen geflogen. Dabei stürzte die Brücke ein, die Dampflokomotive des Zuges wurde getroffen und die hölzernen Wagenkästen gerieten in Brand. Zahlreiche Menschen erlitten durch den austretenden Dampf Verbrühungen. Dies war nicht der erste Zwischenfall dieser Art, aber der folgenreichste.

## Folgen
85 Menschen starben, darunter 5 Franzosen, weitere 120 Menschen wurden verletzt. Sowohl der US- als auch der französische Botschafter in Tokio protestierten bei der japanischen Regierung gegen den Angriff. Die Japaner beriefen sich darauf, dass die Bahn ein militärisches Ziel sei. Außerdem verdächtigten sie die Franzosen, die chinesische Republik über die Yunnan-Bahn mit Waffen zu beliefern, was von französischer Seite aber bestritten wurde. Andererseits bot Japan Entschädigung für Personen- und Sachschäden an.